# Егоров, Михаил Васильевич (государственный деятель)
Михаил Васильевич Егоров (17 января 1907, Гатчина — 27 мая 2000, Москва) — советский государственный деятель, министр судостроительной промышленности СССР (1976—1984), Герой Социалистического Труда (28.04.1963). Инженер-вице-адмирал (13.04.1964).

## Биография
Родился в семье рабочего.
В 1925 году призван в Рабоче-Крестьянский Красный Флот и направлен на учёбу. В 1930 году окончил Высшее военно-морское инженерное училище имени Ф. Э. Дзержинского в Ленинграде. По его окончании в мае 1930 года назначен инженером-механиком линейного корабля «Октябрьская революция» Морских сил Балтийского моря. Но уже в июне этого года был направлен старшим инженером в Опытовый судостроительный бассейн Научно-технического комитета РККА СССР, вскоре стал там старшим инженером. Работал в группе крупного корабельного инженера и исследователя Н. В. Алякринского. С октября 1932 года проходил службу в Научно-исследовательском институте военного кораблестроения в Ленинграде: младший инженер секции мореходных качеств корабля, начальник секции, старший инженер отдела, начальник отдела мореходных качеств корабля.
В августе 1938 года откомандирован в народный комиссариат оборонной промышленности СССР (при этом оставлен в кадрах ВМФ), работал в 45-й ЦНИИ начальником отдела ходкости и мореходности корабля.
В августе 1939 года переведён с научной работы на руководящую работу в только что созданный Наркомат судостроительной промышленности СССР: начальник 13-го (в июне 1950 переименовано в 5-е) Главного управления (проектирование кораблей и кораблестроительная наука) наркомата (с марта 1946 года — министерства). На этой должности работал в течение всей Великой Отечественной войны, организуя выполнения для действующих флотов и флотилий срочных оборонных заказов и проведение необходимых исследований. За заслуги в годы войны награждён четырьмя орденами. Однако в июле 1946 года понижен до заместителя начальника этого управления, а в ноябре 1946 — ещё раз понижен до главного инженера управления. В декабре 1948 года вновь столь же внезапно опять назначен начальником 5-го Главного управления министерства. Инженер-контр-адмирал (3.11.1951).
С марта 1953 — начальник Главного управления — заместитель министра Министерства транспортного и тяжелого машиностроения СССР (огромное министерство, в котором были объединены сразу 4 ранее существовавших ведомства). Но это решение оказалось неудачным, в апреле 1955 года объединённое министерство было упразднено и вновь воссоздано Министерство судостроительной промышленности СССР, а М. В. Егоров назначен в нём заместителем министра.
Реорганизации промышленности на этом не окончились, в январе 1958 года министерство упразднили вновь, создав на его базе Государственный комитет по судостроению при Совете министров СССР, в котором М. В. Егоров стал первым заместителем председателя. А в марте 1965 года опять было восстановлено Министерство судостроительной промышленности СССР с назначением М. Егорова первым заместителем министра. На этих постах был одним из крупнейших специалистов в стране в области развития судостроения для ВМФ и для народного хозяйства, поэтому после кончины в январе 1976 года многолетнего министра судостроительной промышленности СССР Б. Е. Бутомы именно М. В. Егоров был назначен новым министром. Руководил отраслью на протяжении восьми лет. Один из главных создателей океанского флота Советского Союза.
С января 1984 года персональный пенсионер союзного значения. В марте 1984 года был также уволен в отставку из ВМФ СССР (в кадрах флота оставался все предыдущие годы).
Член КПСС с 1938 года. Член ЦК КПСС в 1981—1986 годах. Депутат Верховного Совета СССР 10 созыва (1979—1984).
Похоронен в Москве на Троекуровском кладбище. Участок  № 4.

## Награды и звания
- Герой Социалистического Труда — Указом Президиума Верховного Совета СССР (с грифом «не подлежит опубликованию») от 28 апреля 1968 года «за большие заслуги в деле создания и производства новых типов ракетного вооружения, а также атомных подводных лодок и надводных кораблей, оснащенных этим оружием, и перевооружения кораблей Военно-Морского Флота» с вручением ордена Ленина и золотой медали Серп и Молот[5][6]
- Шесть орденов Ленина (1939, 1950, 1963, 1970, 1977, 1982)
- Орден Октябрьской Революции (1974)
- Два ордена Красного Знамени (1945, 1956)
- Два ордена Отечественной войны 1-й степени (1945, 1985)
- Два ордена Трудового Красного Знамени (1959, 1966)
- Два ордена Красной Звезды (июнь 1944, ноябрь 1944)
- медали СССР
- Лауреат Ленинской премии (1981)
- Почётный гражданин Северодвинска (26.07.1978)